# Mont Qian
Pour les articles homonymes, voir Qian.
Le mont Qian (caractères chinois : 千山 ; pinyin : qiān shān) est une montagne du massif du Changbai, qui s'étend sur plus de 200 km dans la province chinoise du Liaoning.
La région est parsemée de temples, principalement bouddhistes mais aussi taoïstes.

## Étymologie
千山 (qiān shān) qui signifie « montagne des mille » est l'abréviation de 千朵莲花山 (qiān duǒ lián huā shān) ou « montagne des mille lotus » en référence à ses pics en forme de lotus[réf. souhaitée].